# 差異 (哲學)
差異是哲學的一個關鍵概念，表示在關係領域或給定概念系統中將一個實體與另一個實體區分開來的過程或一組屬性。 在西方哲學體系中，差異傳統上被視為與同一性相對立，遵循萊布尼茨（促成）的相關原則，特別是他的不可分者同一性原理。 然而，在結構主義和後結構主義的解釋中，差異被理解為意義和同一性的構成。 換句話說，因為同一性（尤其是人格同一性）在非本質主義術語中被視為一種建構，並且因為建構僅通過差異的相互作用產生意義，對於結構主義和後結構主義來說，情況都是如此，不能說沒有差異就存在同一性。